# Lista de borboletas de Portugal
Esta lista de borboletas de Portugal inclui todas as espécies de borboletas (grupo Rhophalocera) existentes em Portugal. A lista inclui 136 espécies distribuídas por 6 famílias. Cada família, quando aplicável, está subdividida em subfamílias.

## FamíliaHesperiidae
| Nome científico                        | Distribuição | Informações | Foto                    |
| -------------------------------------- | ------------ | --- | ----------------------- |
| Subfamília Hesperiinae Latreille, 1809 |              | |                         |
| Gegenes nostrodamus                    |              | Castanha escura; base preta esfumaçada; margem interior das asas posteriores mais pálida que cor de base, com pequenas pintas brancas nas asas anteriores das fêmeas. Face inferior castanha pálida, com algumas pintas brancas junto à ponta das asas anteriores, e nas fêmeas também na margem anterior das asas anteriores. | Gegenes nostrodamus     |
| Hesperia comma                         |              | Confundível com Ochlodes venata; facilmente distinguível pelas numerosas pintas brancas na parte de baixo das asas anteriores; as pontas das asas posteriores tendem a ser mais escuras do que em Ochlodes venata. As fêmeas depositam ovos durante Agosto e Setembro nas folhas de Festuca ovina, o seu alimento, ou em plantas próximas. | Hesperia comma          |
| Ochlodes sylvanus                      |              | Possui um pálido padrão em xadrez quer na parte superior, quer na parte inferior das asas. Os ovos são colocados na face inferior de folhas de plantas e as larvas emergem após duas semanas. São normalmente postos em Dactylis glomerata. A lagarta, que emerge na Primavera, possui cabeça castanha escura com uma linha preta no dorso e uma risca amarela de cada lado. Os adulto emergem de Junho a Agosto. | Ochlodes sylvanus       |
| Spialia rosae                          |              | Têm uma envergadura de asas de cerca de 1,8 a 2,4 cm. É semelhante em aparência à espécie Spialia sertorius, mas pode ser diferenciada por detalhes genéticos e pela planta hospedeira. Enquanto S. sertorius utiliza diversas leguminosas, Spialia rosae alimenta-se exclusivamente de plantas do gênero Rosa. As lagartas emergem na Primavera, alimentando-se das folhas jovens de roseiras silvestres até ao início do Verão, quando se empupam. Os adultos ocorrem entre Junho e Julho, voando em áreas secas e montanhosas do sul de Espanha.                                        |                         |
| Thymelicus acteon                      |              | Possuem uma envergadura das asas de cerca de 24-28 mm, sendo as fêmeas maiores que os machos. É a mais pequena representante do género Thymelicus na Europa. Os sexos podem-se distinguir devido às fêmeas possuírem um círculo distinto de marcas douradas em cada asa posterior. No geral, as asas são de cor preta parda, com matizes castanhas oliváceas; o escurecimento é particularmente evidente nos machos. | Thymelicus acteon       |
| Thymelicus lineola                     |              | Têm uma envergadura de asas de cerca de 2,5-2,9 cm. É semelhante em aparência com a espécie Thymelicus sylvestris. A parte inferior da ponta das antenas é preta, o que a distingue de T. sylvestris, que é laranja. O alimento favorito são as plantas de Dactylis glomerata. As lagartas emergem na Primavera, alimentando até Junho, altura em que formam a pupa. Os adultos ocorrem de Julho a Agosto. | Thymelicus lineola      |
| Thymelicus sylvestris                  |              | Possui uma coloração laranja/ferrugem nas asas, parte superior do corpo e ponta das antenas. A parte inferior do corpo é branco/prateado. A envergadura das asas é de 25-30 cm. É muito semelhante à espécie Thymelicus lineola, que se pode distinguir por esta última possuir a ponta das antenas de cor preta. O macho possui uma marcada risca preta constituída de escamas odoríferas. Os ovos são postos de Julho a Agosto. As lagartas emergem na primavera. O alimento favorito é Holcus lanatus. A lagarta entra em pupa em Junho e os primeiros adultos emergem no fim de Junho. | Thymelicus sylvestris   |
| Subfamília Pyrginae Burmeister, 1878   |              | |                         |
| Carcharodus alceae                     |              | Descrição. | Carcharodus alceae      |
| Carcharodus baeticus                   |              | Descrição. | Carcharodus baeticus    |
| Carcharodus flocciferus                |              | Descrição. | Carcharodus flocciferus |
| Carcharodus tripolinus                 |              | Descrição. | Carcharodus tripolinus  |
| Erynnis tages                          |              | Descrição. | Erynnis tages           |
| Muschampia proto                       |              | Descrição. | Muschampia proto        |
| Pyrgus alveus                          |              | Descrição. | Pyrgus alveus           |
| Pyrgus armoricanus                     |              | Descrição. | Pyrgus armoricanus      |
| Pyrgus carthami                        |              | Descrição. | Pyrgus carthami         |
| Pyrgus cirsii                          |              | Descrição. | Pyrgus cirsii           |
| Pyrgus malvae                          |              | Descrição. | Pyrgus malvae           |
| Pyrgus malvoides                       |              | Descrição. | Pyrgus malvoides        |
| Pyrgus onopordi                        |              | Descrição. | Pyrgus onopordi         |
| Pyrgus serratulae                      |              | Descrição. | Pyrgus serratulae       |
| Spialia sertorius                      |              | Descrição. | Spialia sertorius       |

## FamíliaPapilionidae
| Nome científico         | Distribuição | Informações | Foto                    |
| ----------------------- | ------------ | ----------- | ----------------------- |
| Subfamília Papilioninae |              |             |                         |
| Iphiclides feisthamelii |              | Descrição.  | Iphiclides feisthamelii |
| Papilio machaon         |              | Descrição.  | Papilio machaon         |
| Subfamília Parnassiinae |              |             |                         |
| Zerynthia rumina        |              | Descrição.  | Zerynthia rumina        |

## FamíliaPieridae
| Nome científico         | Distribuição | Informações | Foto                    |
| ----------------------- | ------------ | ----------- | ----------------------- |
| Subfamília Pierinae     |              |             |                         |
| Anthocharis cardamines  |              | Descrição.  | Anthocharis cardamines  |
| Anthocharis euphenoides |              | Descrição.  | Anthocharis euphenoides |
| Aporia crataegi         |              | Descrição.  | Aporia crataegi         |
| Euchloe belemia         |              | Descrição.  | Euchloe belemia         |
| Euchloe crameri         |              | Descrição.  | Euchloe crameri         |
| Euchloe tagis           |              | Descrição.  | Euchloe tagis           |
| Leptidea sinapis        |              | Descrição.  | Leptidea sinapis        |
| Pieris brassicae        |              | Descrição.  | Pieris brassicae        |
| Pieris napi             |              | Descrição.  | Pieris napi             |
| Pieris rapae            |              | Descrição.  | Pieris rapae            |
| Pontia daplidice        |              | Descrição.  | Pontia daplidice        |
| Subfamília Coliadinae   |              |             |                         |
| Colias alfacariensis    |              | Descrição.  | Colias alfacariensis    |
| Colias crocea           |              | Descrição.  | Colias crocea           |
| Gonepteryx cleopatra    |              | Descrição.  | Gonepteryx cleopatra    |
| Gonepteryx rhamni       |              | Descrição.  | Gonepteryx rhamni       |

## FamíliaRiodinidae
| Nome científico        | Distribuição | Informações | Foto            |
| ---------------------- | ------------ | ----------- | --------------- |
| Subfamília Nemeobiinae |              |             |                 |
| Hamearis lucina        |              | Descrição.  | Hamearis lucina |

## FamíliaLycaenidae
| Nome científico             | Distribuição | Informações | Foto                        |
| --------------------------- | ------------ | ----------- | --------------------------- |
| Subfamília Polyommatinae    |              |             |                             |
| Aricia cramera              |              | Descrição.  | Aricia cramera              |
| Aricia montensis            |              | Descrição.  | Aricia montensis            |
| Cacyreus marshalli          |              | Descrição.  | Cacyreus marshalli          |
| Celastrina argiolus         |              | Descrição.  | Celastrina argiolus         |
| Cupido lorquinii            |              | Descrição.  | Cupido lorquinii            |
| Cupido minimus              |              | Descrição.  | Cupido minimus              |
| Cyaniris semiargus          |              | Descrição.  | Cyaniris semiargus          |
| Eumedonia eumedon           |              | Descrição.  | Eumedonia eumedon           |
| Glaucopsyche alexis         |              | Descrição.  | Glaucopsyche alexis         |
| Glaucopsyche melanops       |              | Descrição.  | Glaucopsyche melanops       |
| Lampides boeticus           |              | Descrição.  | Lampides boeticus           |
| Leptotes pirithous          |              | Descrição.  | Leptotes pirithous          |
| Lysandra bellargus          |              | Descrição.  | Lysandra bellargus          |
| Phengaris alcon             |              | Descrição.  | Phengaris alcon             |
| Plebejus argus              |              | Descrição.  | Plebejus argus              |
| Polyommatus celina          |              | Descrição.  | Polyommatus celina          |
| Polyommatus icarus          |              | Descrição.  | Polyommatus icarus          |
| Polyommatus thersites       |              | Descrição.  | Polyommatus thersites       |
| Pseudophilotes abencerragus |              | Descrição.  | Pseudophilotes abencerragus |
| Pseudophilotes baton        |              | Descrição.  | Pseudophilotes baton        |
| Pseudophilotes panoptes     |              | Descrição.  | Pseudophilotes panoptes     |
| Zizeeria knysna             |              | Descrição.  | Zizeeria knysna             |
| Subfamília Theclinae        |              |             |                             |
| Callophrys avis             |              | Descrição.  | Callophrys avis             |
| Callophrys rubi             |              | Descrição.  | Callophrys rubi             |
| Favonius quercus            |              | Descrição.  | Favonius quercus            |
| Laeosopis roboris           |              | Descrição.  | Laeosopis roboris           |
| Satyrium esculi             |              | Descrição.  | Satyrium esculi             |
| Satyrium ilicis             |              | Descrição.  | Satyrium ilicis             |
| Satyrium spini              |              | Descrição.  | Satyrium spini              |
| Thecla betulae              |              | Descrição.  | Thecla betulae              |
| Subfamília Lycaeninae       |              |             |                             |
| Lycaena alciphron           |              | Descrição.  | Lycaena alciphron           |
| Lycaena bleusei             |              | Descrição.  | Lycaena bleusei             |
| Lycaena phlaeas             |              | Descrição.  | Lycaena phlaeas             |
| Lycaena tityrus             |              | Descrição.  | Lycaena tityrus             |
| Lycaena virgaureae          |              | Descrição.  | Lycaena virgaureae          |
| Subfamília Aphnaeinae       |              |             |                             |
| Tomares ballus              |              | Descrição.  | Tomares ballus              |